# Parachondrostoma
Parachondrostoma — рід прісноводних риб родини ялецеві (Leuciscidae), поширених на території Іспанії та Франції. Сягають розміру 25—30 см завдовжки.
Рід включає такі види:
- Parachondrostoma arrigonis  (Steindachner, 1866)
- Parachondrostoma miegii  (Steindachner, 1866)
- Parachondrostoma toxostoma  (Vallot, 1837)
- Parachondrostoma turiense  (Elvira, 1987)